# 姫路市立豊富小中学校
姫路市立豊富小中学校（ひめじしりつとよとみしょうちゅうがっこう）は、兵庫県姫路市豊富町御蔭（みかげ）にある義務教育学校。

## 概要
姫路市で3校目の義務教育学校である。校名については、PTAおよび育友会により実施したアンケートで最も多い校名案であったこと、豊富校区の小学校から中学校までの9年間をつなぐ学校であることが誰にでも分かりやすいなどの理由から「姫路市立豊富小中学校」が選ばれた。
また、古来より豊富校区を含む地域が蔭山の里と呼ばれていたことから「蔭山の里学院」が通称名として採用された。

## 沿革

### 略歴
姫路市立豊富小中学校は、姫路市立豊富小学校と姫路市立豊富中学校が統合し、2020年４月1日に開校

### 年表
- 2020年（令和2年）4月1日 - 開校

## 教育目標

### めざす学校像
あいさつと笑顔あふれる地域の学校

### 学校教育目標
変動する社会のなかで自己を実現できる人材の育成

## 部活動

### 運動部
- 野球部
- バレーボール部
- ソフトテニス部
- 卓球部
- 陸上競技部

### 文化部
- 美術部
- 箏曲部

## 学校行事
| - 4月 入学式・始業式 - 5月 - 6月 | - 7月 終業式 - 8月 - 9月 始業式 | - 10月 - 11月 - 12月 終業式 | - 1月 始業式 - 2月 - 3月 卒業式・終業式 |

## 児童会・生徒会
児童会活動は前期課程で、生徒会活動は後期課程で行われている

## 通学区域
- 姫路市
  - 豊富町豊富・豊富町御蔭・豊富町神谷・豊富町甲丘一丁目・豊富町甲丘二丁目・豊富町甲丘三丁目・豊富町甲丘四丁目[2]

## 交通
- JR西日本播但線仁豊野駅より徒歩約30分

## 通学区域が隣接している学校

### 小学校
- 姫路市立谷内小学校
- 姫路市立谷外小学校
- 姫路市立水上小学校
- 姫路市立砥堀小学校
- 姫路市立香呂南小学校
- 姫路市立香呂小学校
- 姫路市立船津小学校
- 姫路市立山田小学校
- 加西市立賀茂小学校

### 中学校
- 姫路市立城山中学校
- 姫路市立増位中学校
- 姫路市立香寺中学校
- 姫路市立神南中学校
- 加西市立善防中学校